# 本来的一罪
本来的一罪（ほんらいてきいちざい）とは、1つの構成要件によって1回的に評価される事実をいう。刑法学ないし刑法総論における罪数処理の一形態である。

## 日本における本来的一罪
形式的には数個の構成要件該当性があるかにみえても、1個（1回）の構成要件該当性しか認められない場合がある。この場合には、犯罪の部分部分を形式的に分析した場合には、中心となる犯罪以外にも犯罪が成立するかに見える場合であっても、中心となる犯罪のみが成立することとなる。
本来的一罪については、いくつかのパターンがある。
例えば、1人の人に対して、ナイフで胸を刺したが1時間後に見ても死んでいなかったため1時間後に再度刺して死亡させた場合、形式的には当初のナイフを指した時点の行為について殺人未遂罪が成立し、1時間後に再度刺すことで実際に死に至らしめた行為について殺人（既遂）罪の構成要件該当性があるかにもみえるが、殺人既遂罪で包括的に評価されている（包括一罪）として、殺人（既遂）罪しか成立しないと考えられている。
また例えば、着衣の相手の胸をナイフで刺す行為には、客観的にも主観的にも器物損壊罪が成立しうるが、衣服の損壊は殺人罪に通常伴うものとして吸収され（吸収関係）、殺人罪のみが成立する。
殺人の意図の下にナイフを購入した場合は、購入の時点で殺人予備罪が成立するが、その後殺人を遂げた場合は、殺人既遂罪に吸収されることになる。